# Nyíregyháza
Nyíregyháza ([ˈɲiːrɛchaːzɒ], luisterenⓘ) (Duits: Birkenkirchen) is een stad in het noordoosten van Hongarije en de hoofdstad van het comitaat (megye) Szabolcs-Szatmár-Bereg. Nyíregyháza heeft 116.554 inwoners (2021).

## Geschiedenis
Nyíregyháza werd voor het eerst genoemd in 1209, echter toen heette het "Nyír" (wat "berk" betekent). Een bronvermelding uit 1326 meldt dat de stad een kerk had, waar het tweede deel van de naam vandaan komt, "egyház" (wat "kerk" betekent). In het midden van de vijftiende eeuw had de stad 400 inwoners. In de zestiende eeuw, gedurende de Ottomaanse heerschappij over Hongarije, werd de stad verlaten. Pas in de jaren dertig en veertig van de zeventiende eeuw werd de stad weer bewoond. Nadat Hongarije zich had losgemaakt van de Ottomanen en onderdeel werd van de Habsburgse monarchie in 1699, groeide het aantal inwoners van Nyíregyháza. De meeste nieuwe immigranten kwamen vooral uit Slowakije. In 1786 kreeg de stad permissie om vier markten per jaar te houden en rond deze tijd was de stad, met 7500 inwoners, de grootste stad van het comitaat geworden. In het begin van de negentiende eeuw was de stad rijk genoeg geworden om zich los te kunnen maken van hun feodale machthebbers, de families Dessewffy en Károlyi. Gedurende deze welvarende jaren kreeg de stad een nieuw stadhuis, een ziekenhuis, verscheidene scholen en een restaurant nabij het meer Sóstó (wat "zout meer" betekent).
De inwoners van de stad hadden een belangrijk aandeel in de revolutie en de onafhankelijkheidsoorlog van 1848 en 1849 en nadat de revolutie was neergeslagen, werden er verscheidene inwoners gevangengenomen, waaronder burgemeester Marton Hatzel.
In de tweede helft van de negentiende eeuw verstedelijkte Nyíregyháza steeds verder en in 1876 werd het de hoofdstad van het toenmalige comitaat Szabolcs. In 1858 werd de stad aangesloten op het spoornetwerk en kreeg het enkele nieuwe gebouwen, waaronder een telegraafkantoor, het hoofdpostkantoor en het theater. In 1911 was de aanleg van het tramnetwerk gereed.
Na de vele beproevingen tijdens de Eerste Wereldoorlog werd Nyíregyháza tien maanden door Roemenië bezet. Tussen de twee wereldoorlogen vierde de stad zijn honderdjarige vrijheid van zijn feodale machthebbers.
Gedurende de Tweede Wereldoorlog werden er meer dan 6000 Joodse inwoners gedeporteerd en zo'n 2000 inwoners werden naar werkkampen in de toenmalige Sovjet-Unie gestuurd. Diverse gebouwen werden verwoest, waaronder de synagoge, waarvan de gevel bewaard is gebleven, en die later geplaatst is in de poorten van het plaatselijke Joodse kerkhof.
Sinds de jaren zestig van de twintigste eeuw groeide en ontwikkelde de stad zich snel. Anno 2014 is Nyíregyháza een belangrijk educatief centrum en een populaire bestemming voor toeristen.
Dankzij de aanleg van de autosnelweg M3 (Hongarije) is de stad ontwikkeld tot belangrijk economisch centrum. Zo staat er in de stad inmiddels een van de vier fabrieken ter wereld van het Lego-concern.

## Bevolkingsontwikkeling
Tussen 1990 en 2015 groeide de bevolking van de stad van 114.000 naar circa 118.000 inwoners. De afgelopen jaren is de trend weer negatief.
- 1990 - 114.152 inwoners
- 1995 - 112.909
- 2001 - 117.351 (volkstelling)
- 2005 - 116.336
- 2011 - 118.078 (volkstelling)
- 2015 - 118.125
- 2020 - 116.814

## Bezienswaardigheden
Het thermische meer Sóstófürdő is al vele eeuwen een toeristenattractie. Het meer heeft een temperatuur van rond de 26 °C en is omgeven door een park van 2000 m². Er is tevens een grote dierentuin. Sóstó is vanaf Nyíregyháza bereikbaar met bus 8.
Nyíregyháza heeft tevens een aantal musea en exposities, vooral gericht op de historie van de stad en de regio.

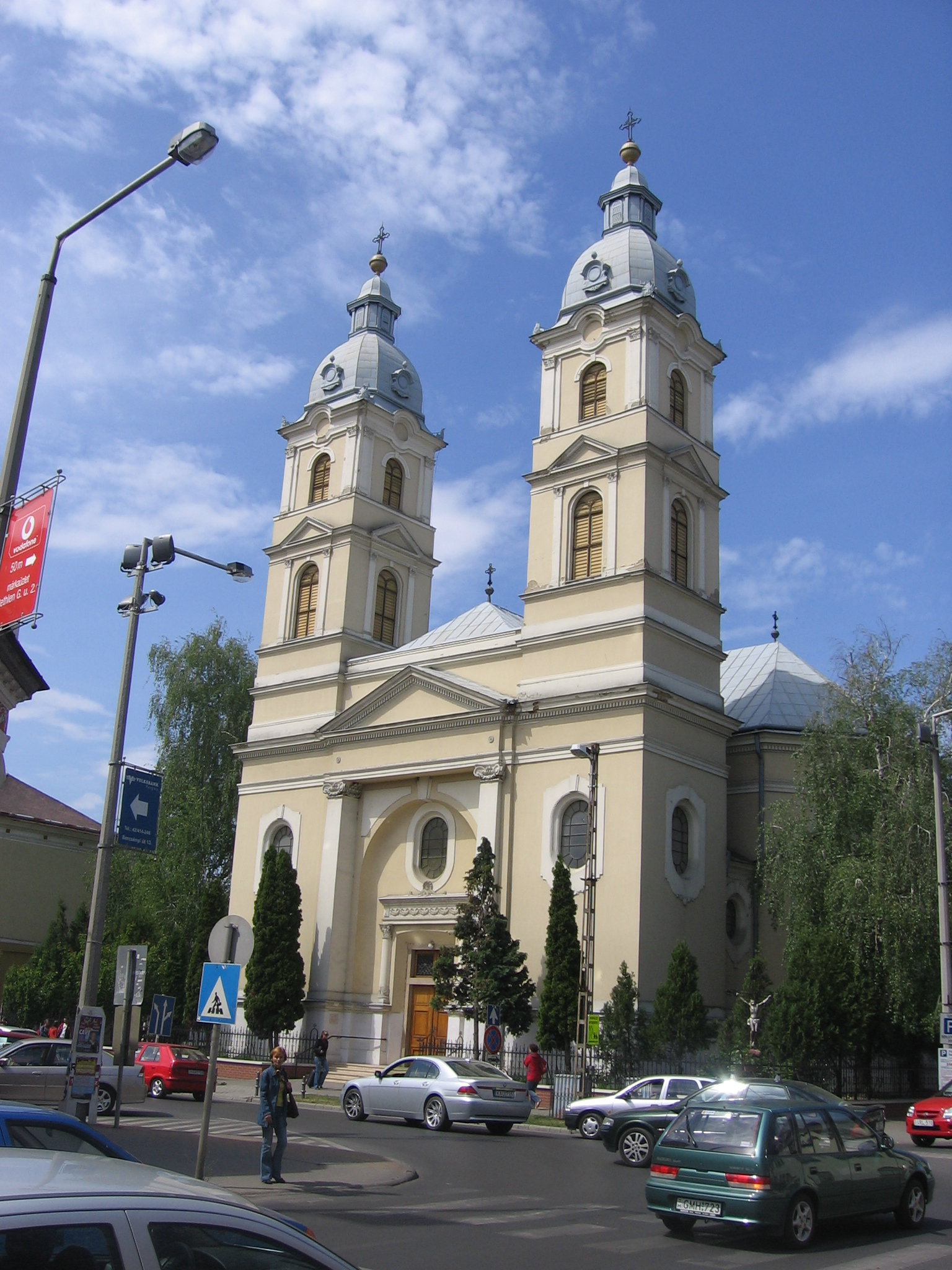
Grieks-Katholieke kerk van  Nyíregyháza
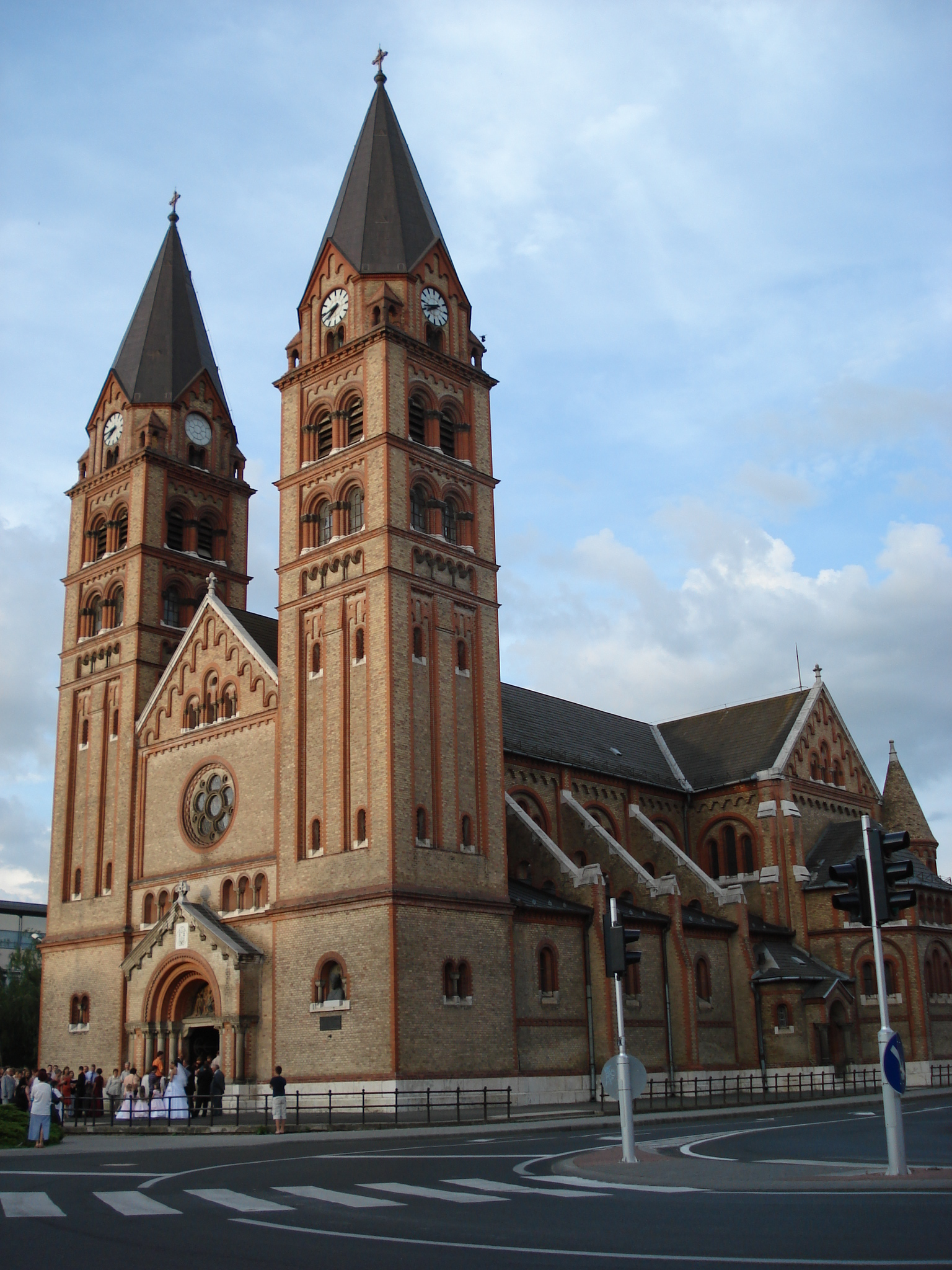
Rooms-katholieke Kathedraal van Nyíregyháza
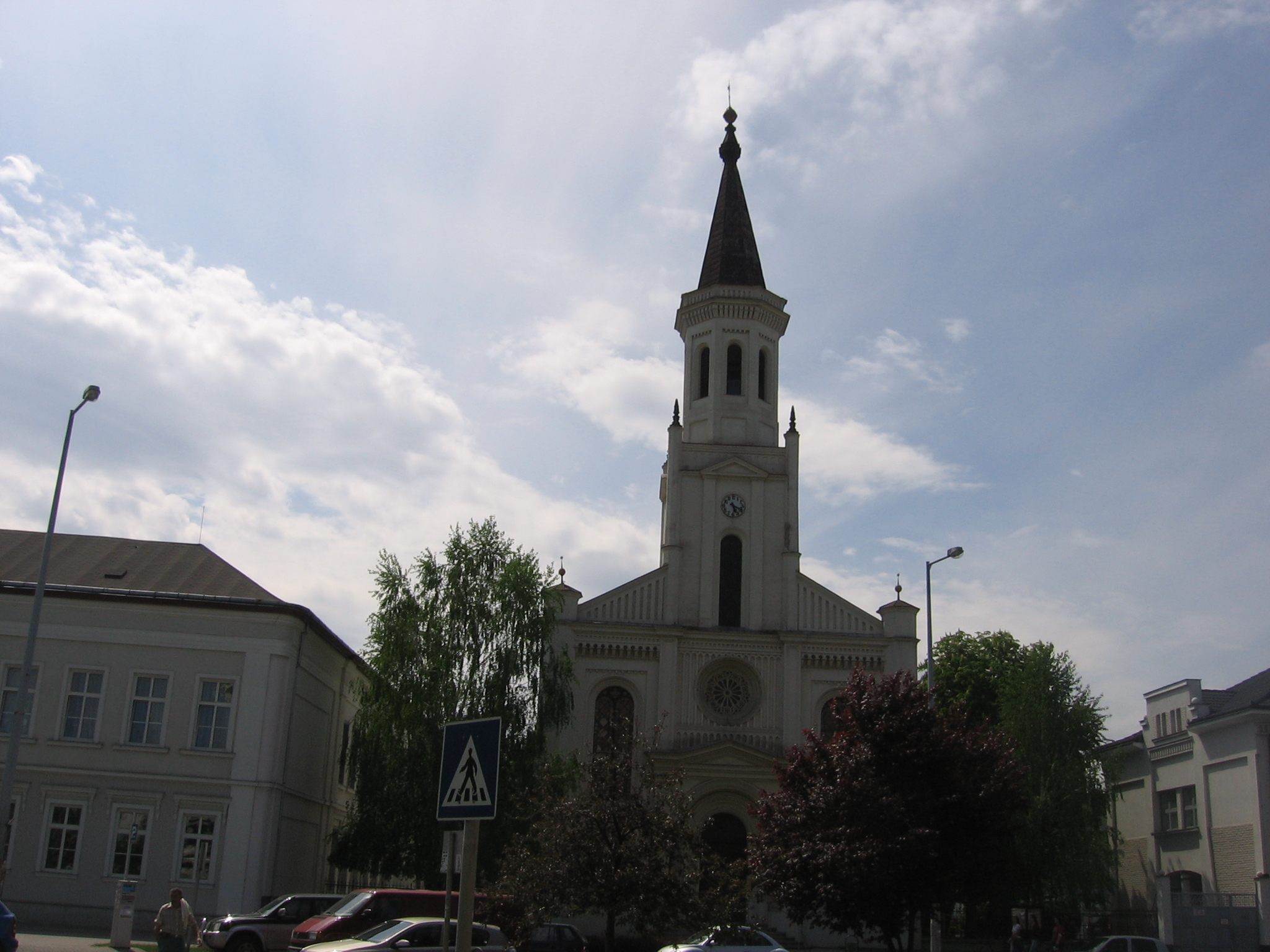
Gereformeerde Kerk van Nyíregyháza, gebouwd in 1872
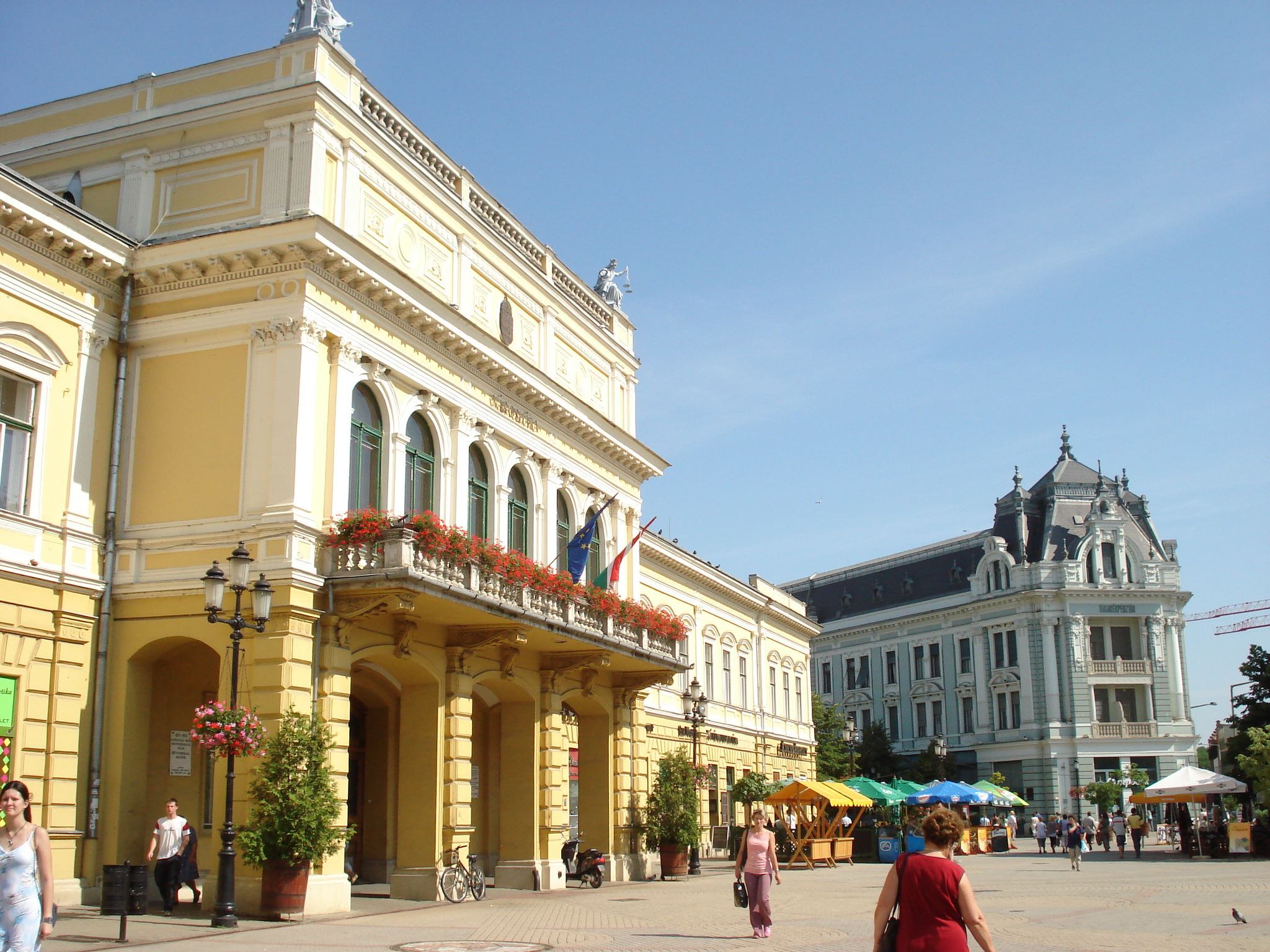
historische raadhuis van de stad, gebouwd in 1892
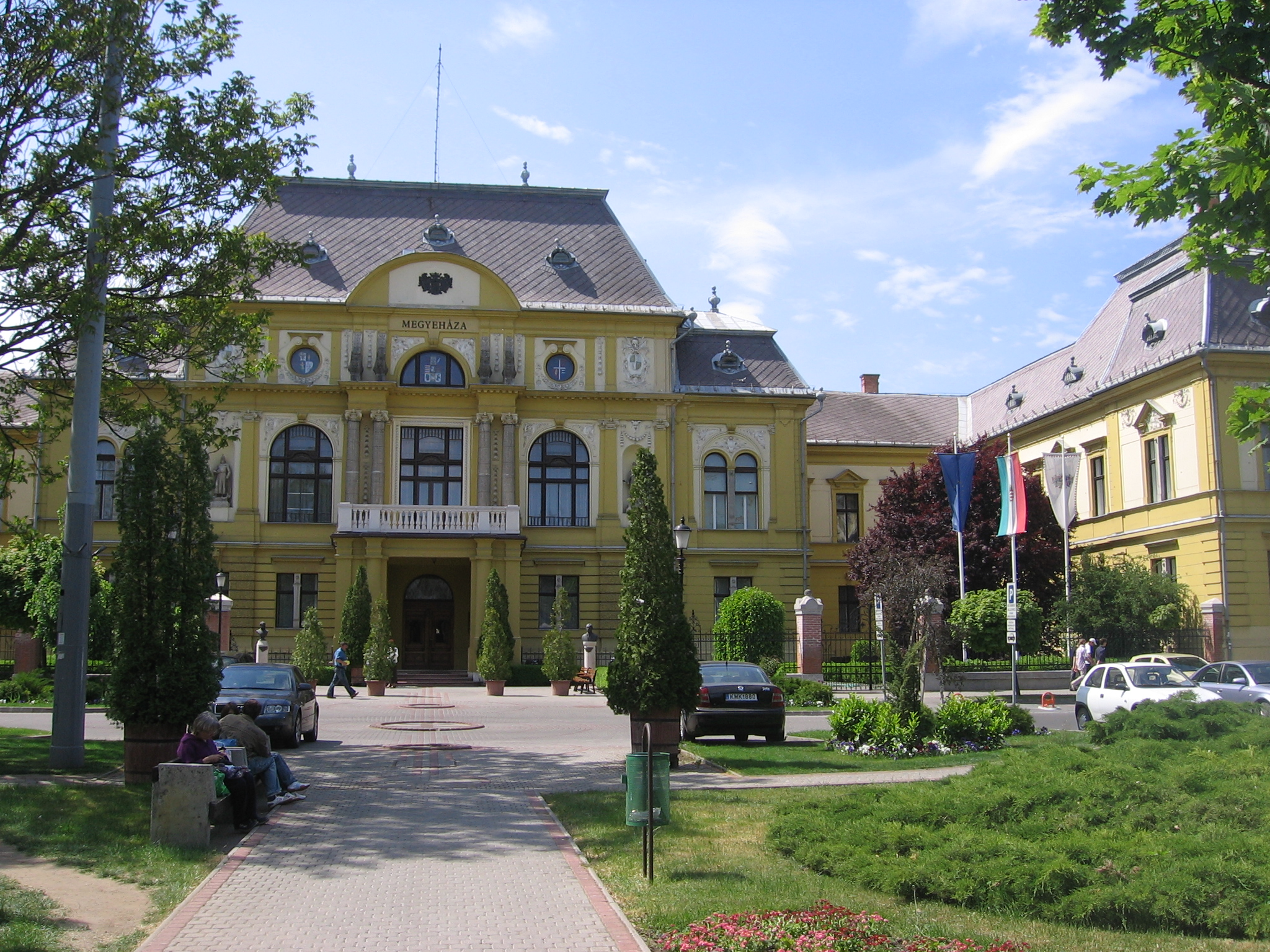
Comitaatshuis van Szabolcs-Szatmár-Bereg in Nyíregyháza, gebouwd van 1891–93
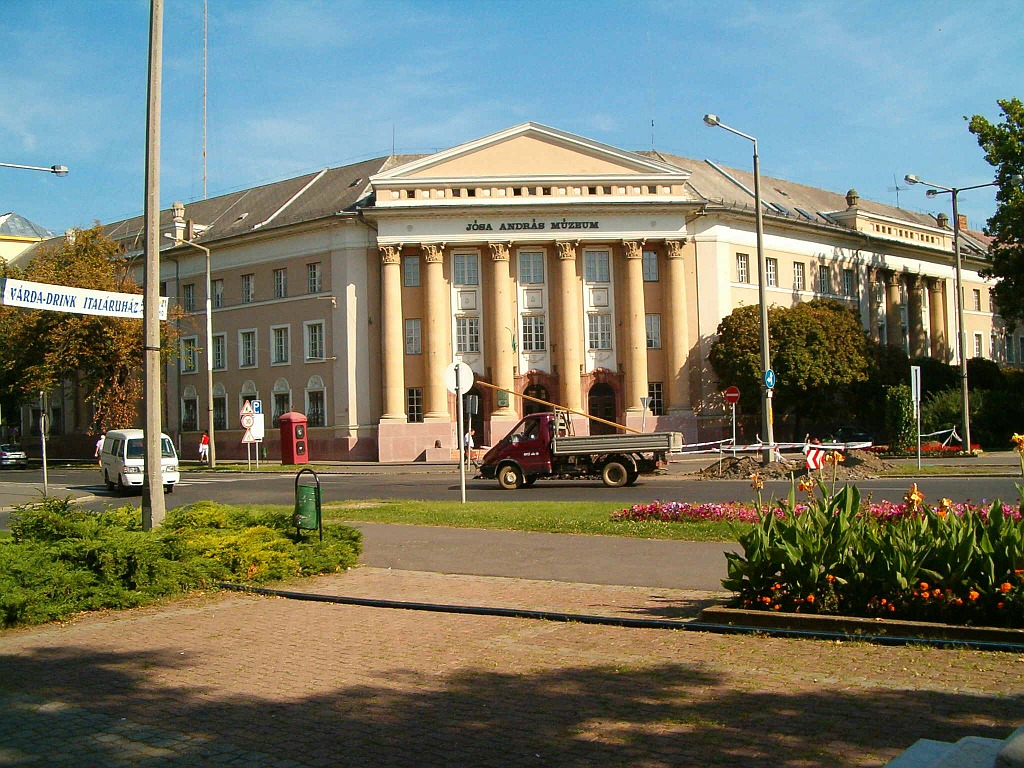
Jósa András Museum
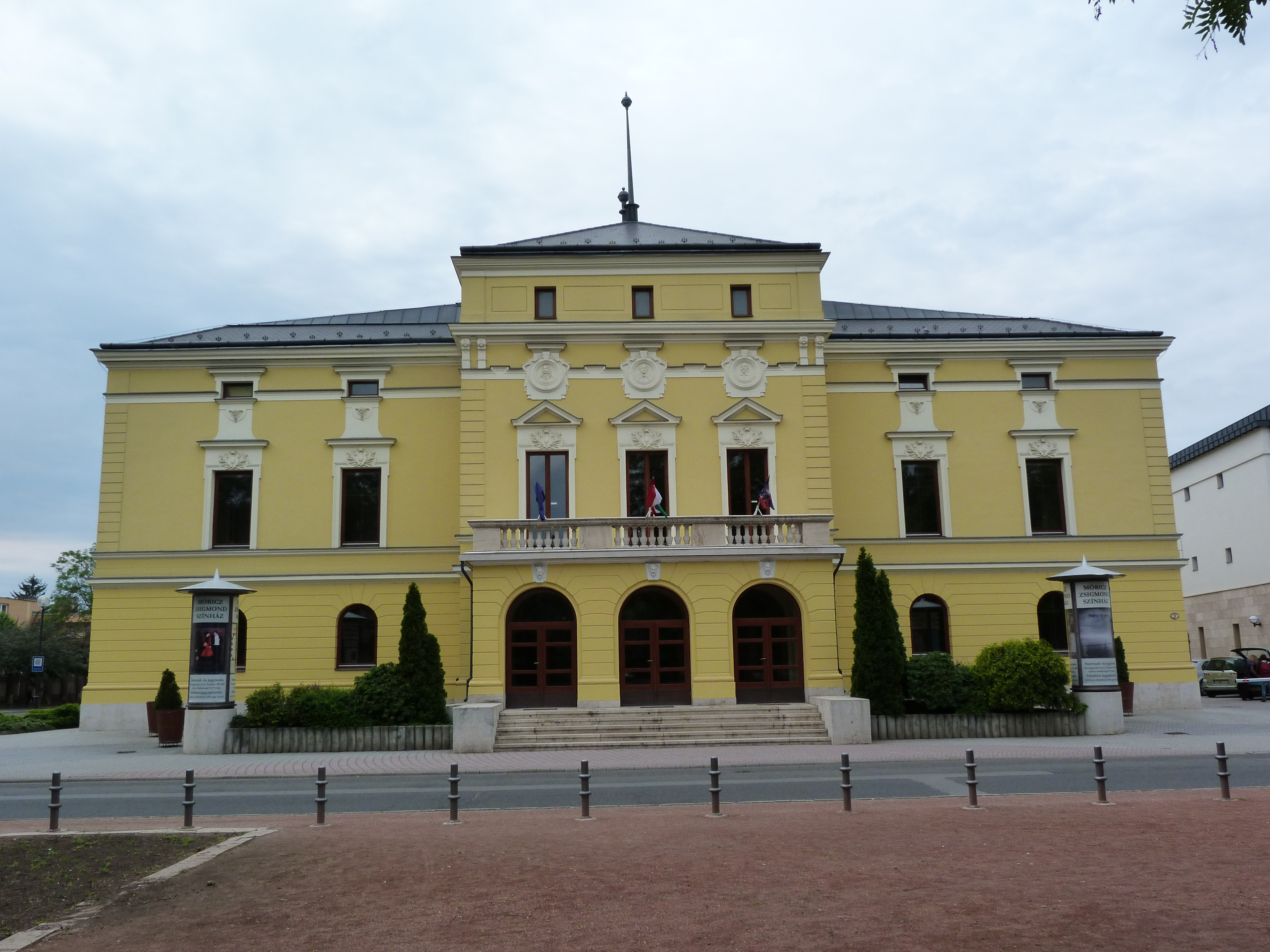
Zsigmond Móricz-Theater in Nyíregyháza
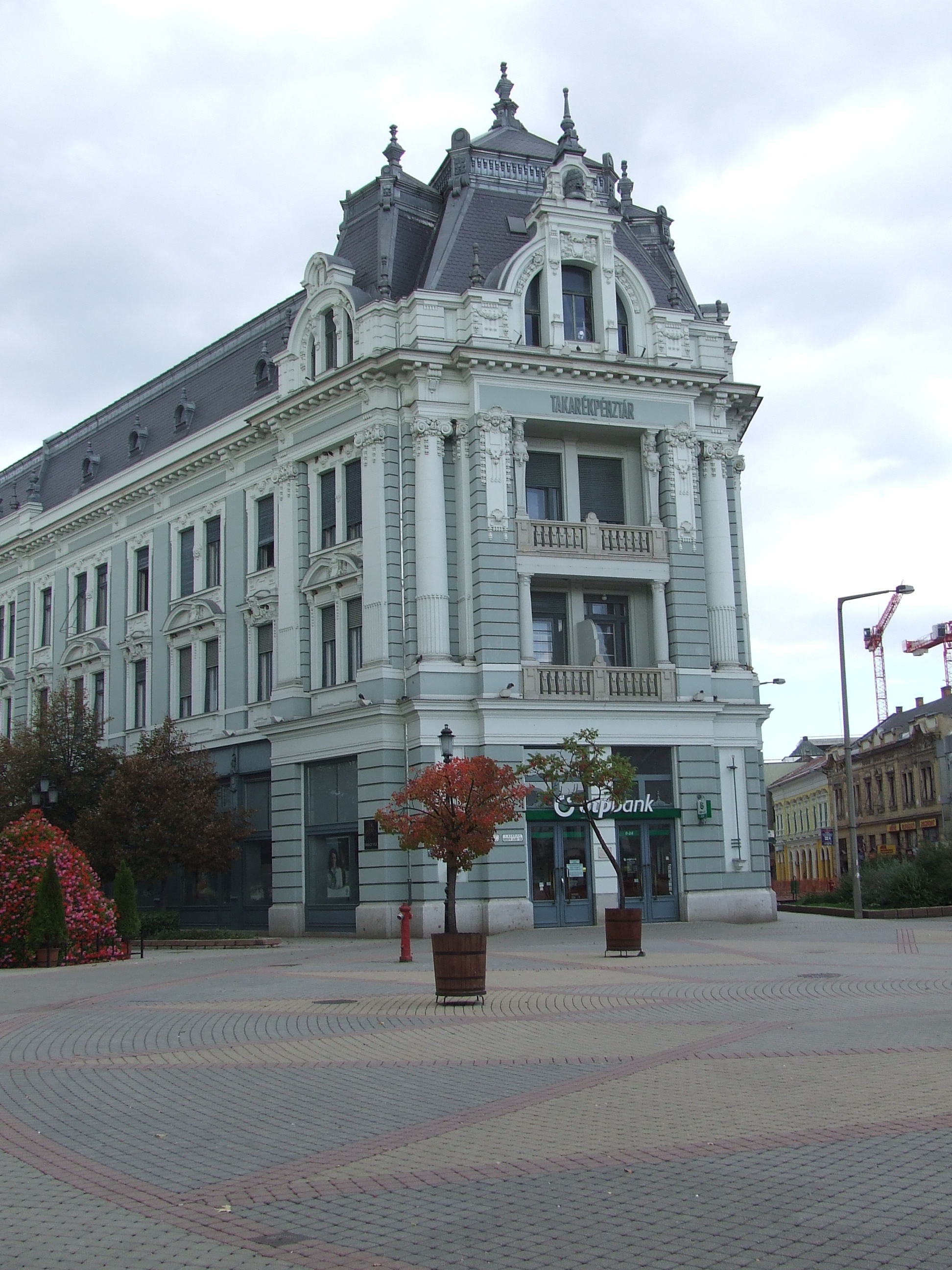
sog. Sparpaleis, Bankgebouw van 1912
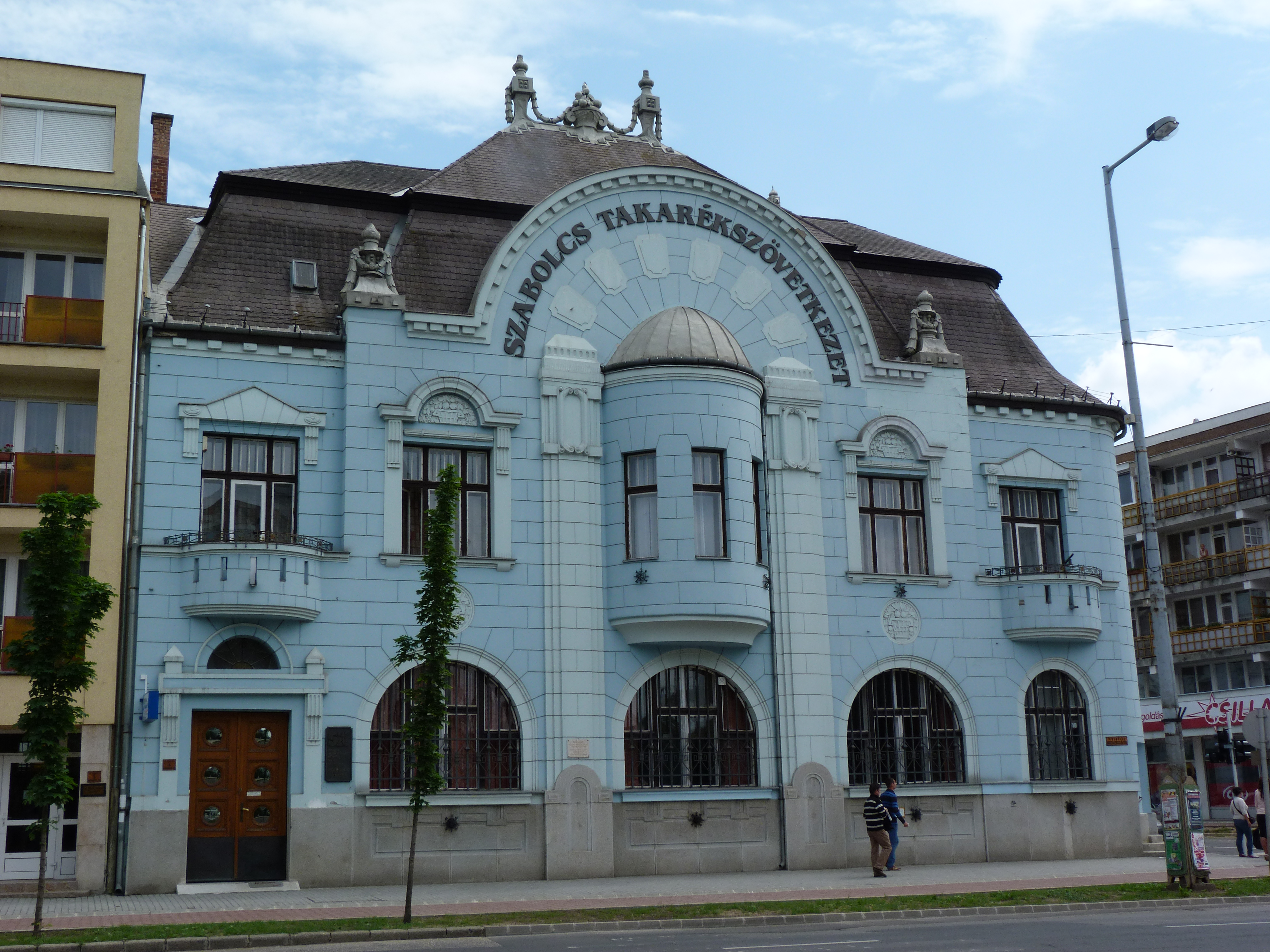
Bankgebouw Szabolcs Takarék
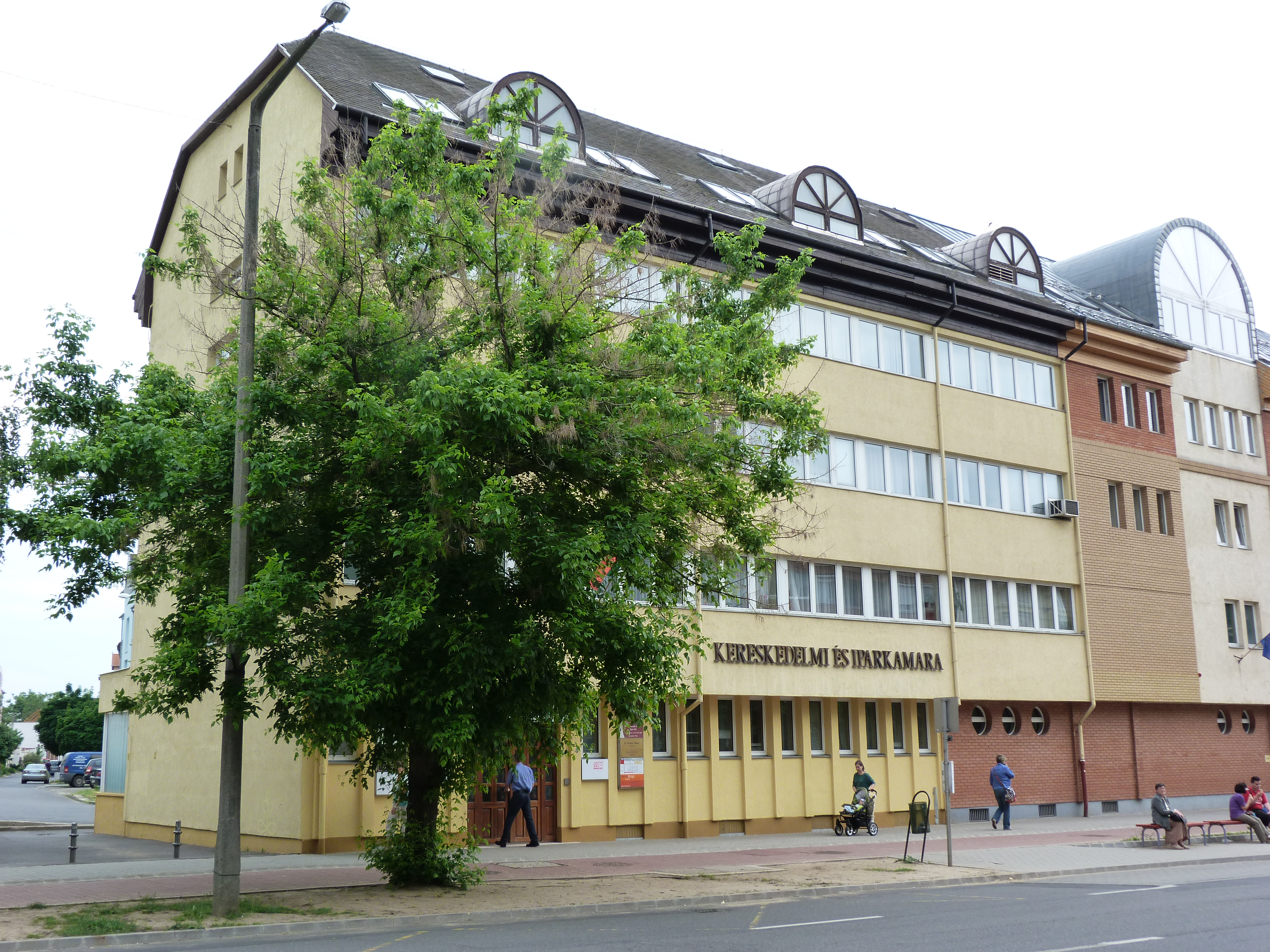
IHK Industrie- en Handelskamer in Nyíregyháza
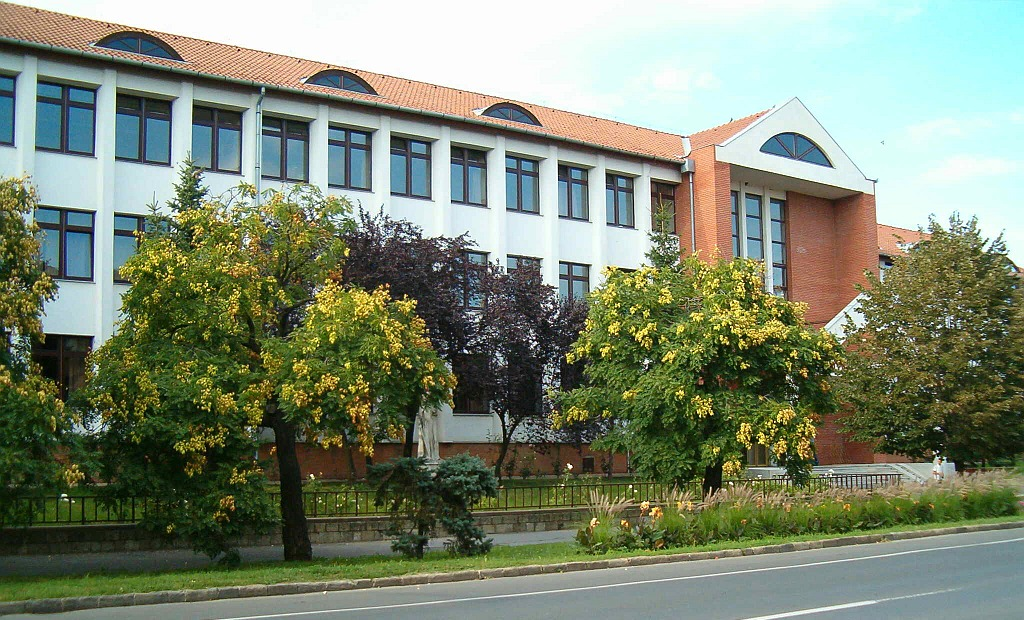
Ilona Zrínyi Gymnasium in Nyíregyháza
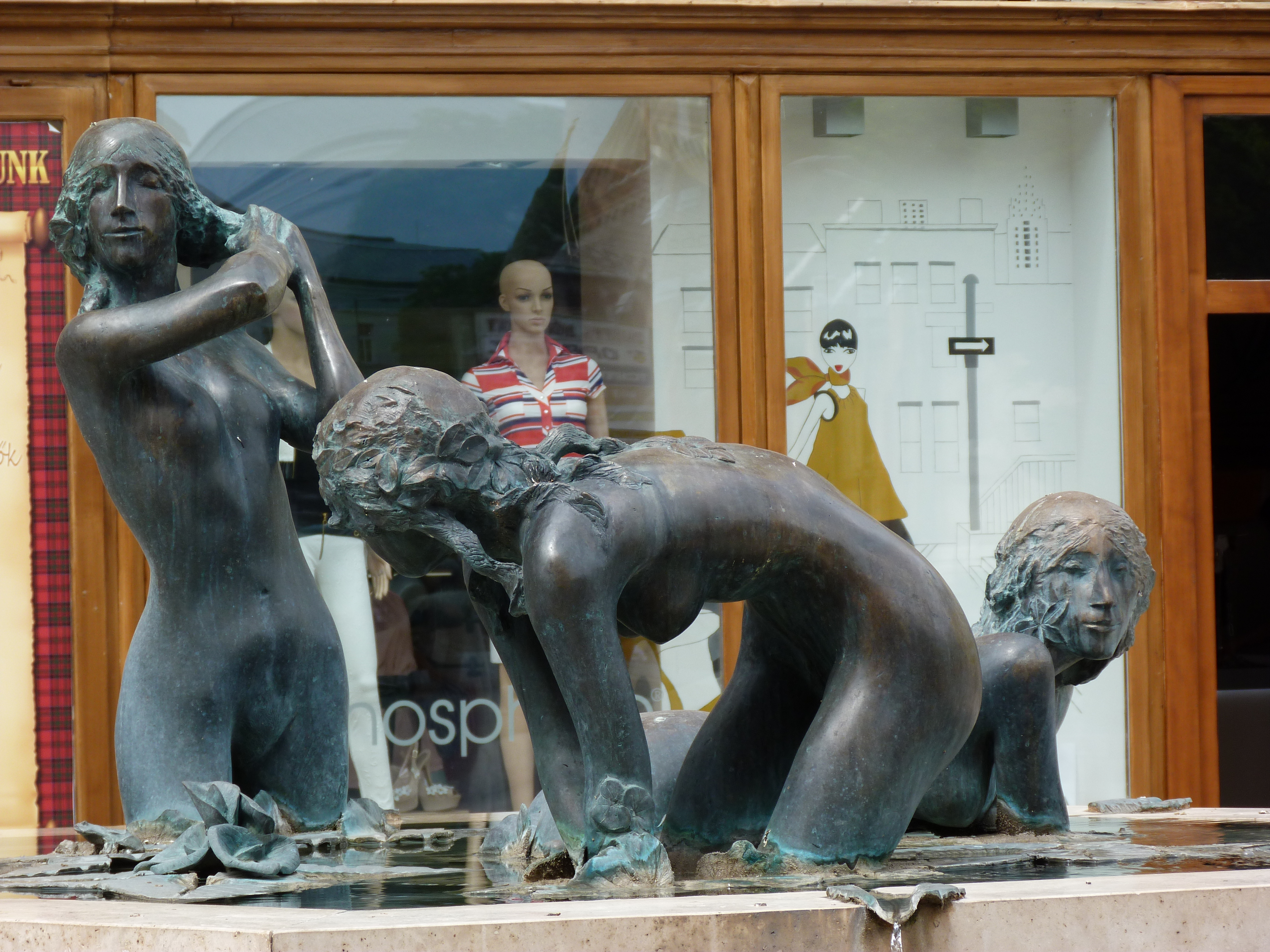
Fontein met de drie Grazien van Tibor Borbás (1942–1995)
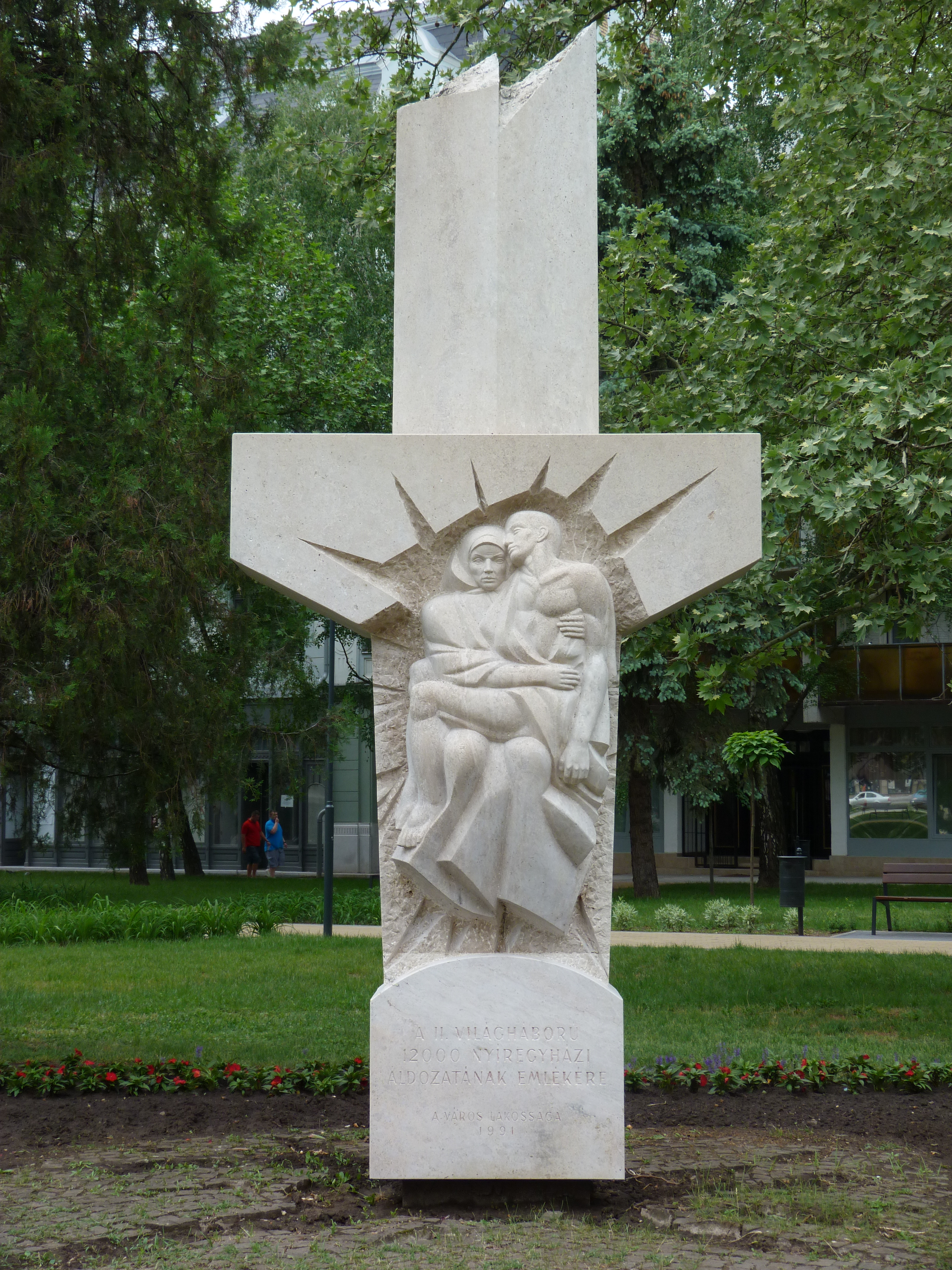
Gedenkzuil voor de 12.000 slachtoffers van de Tweede wereldoorlog in Nyíregyháza
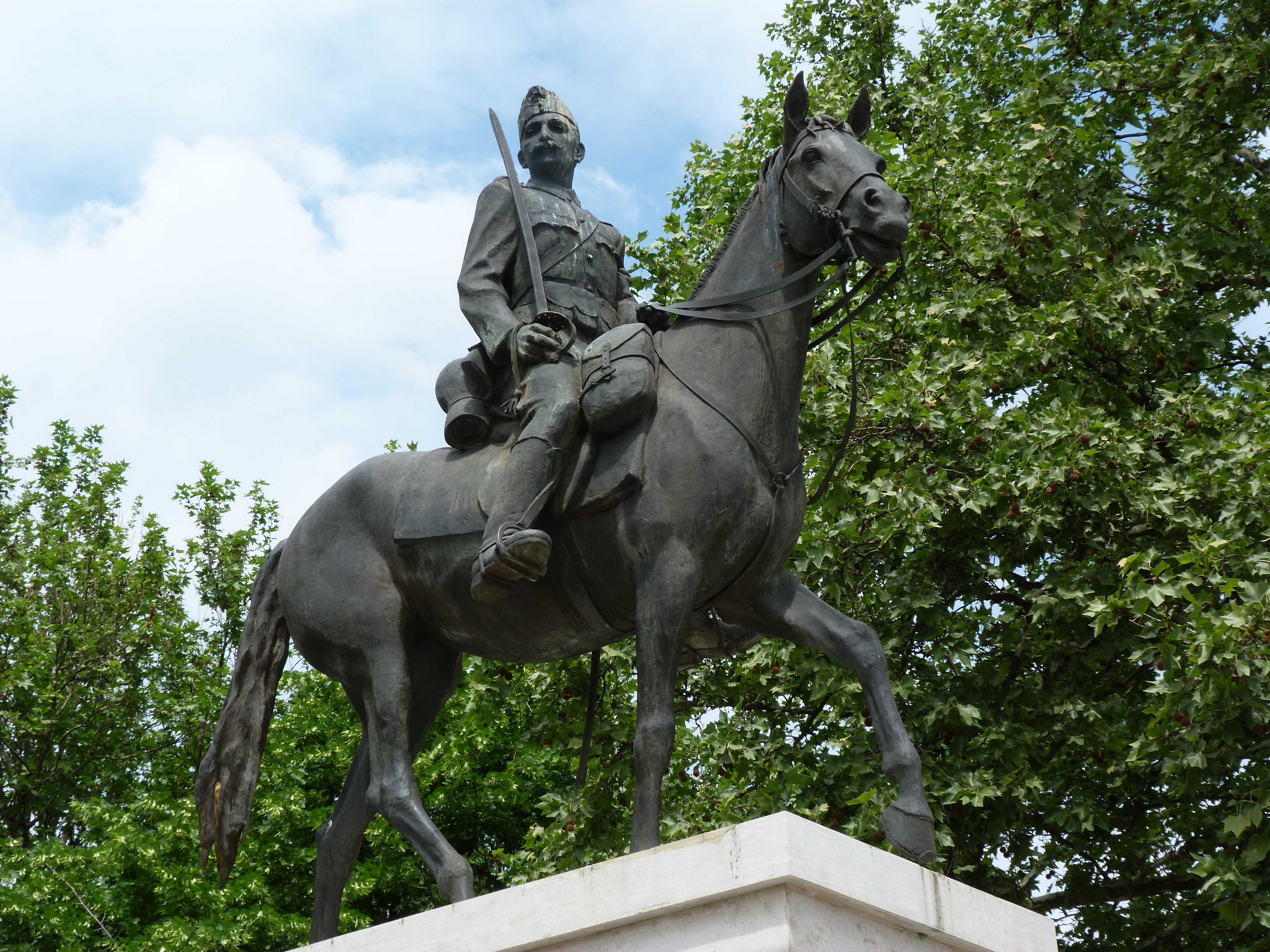
Bronzenbeeld De Hongaarse huzaar ter ere van het Huzarenregiment dat zich tussen 1869 en 1940 in de stad bevond
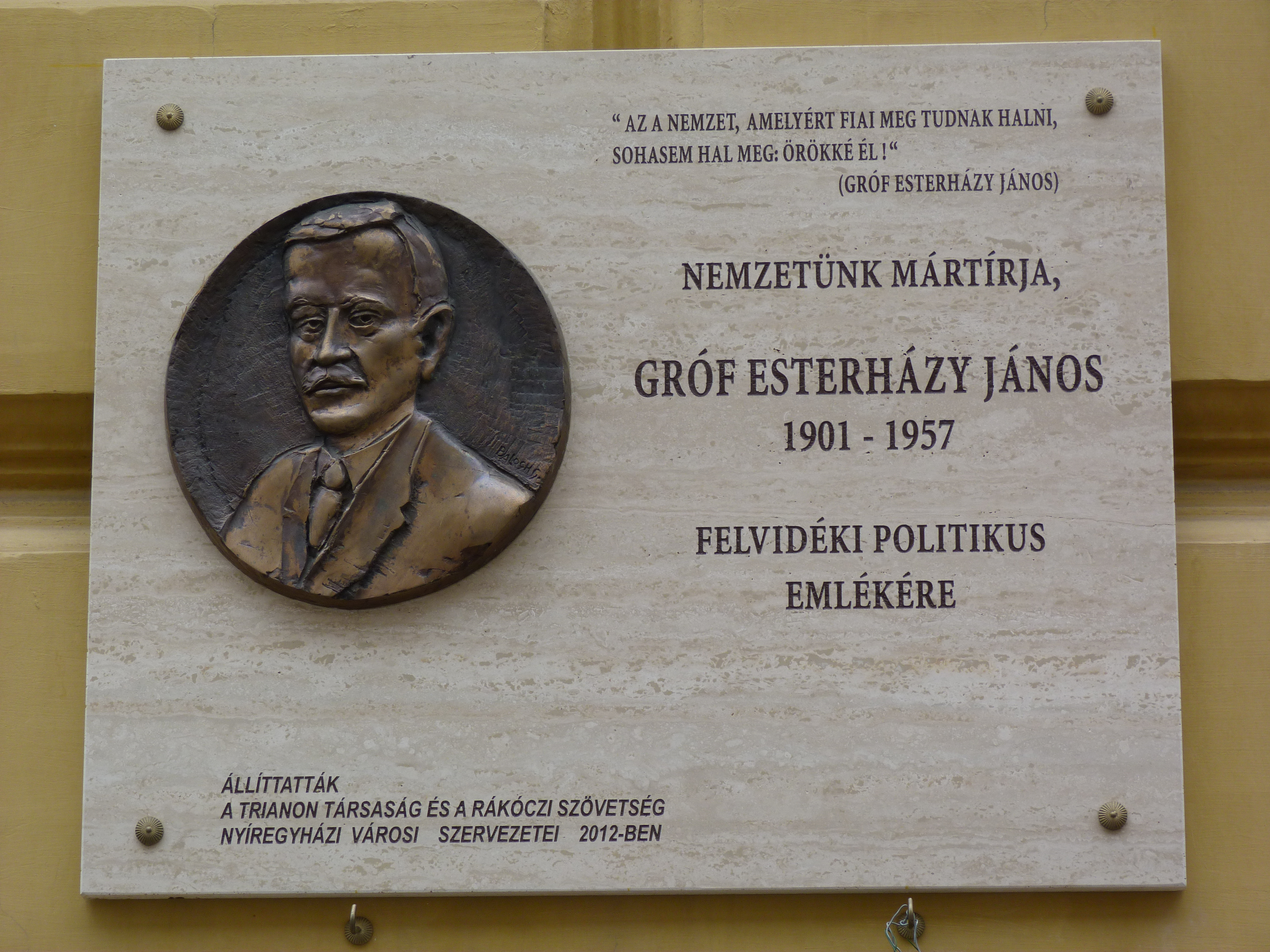
Gedenkteken voor Graaf János Esterházy (1901–1957), lid van de adellijke familie Esterházy

## Trivia
- In het Roemeens is de stad ook wel bekend als Mestecănești, dit betekent Berkstad. Het is een vertaling die gangbaar werd in de tijd dat Roemenië claims legde op delen van Hongarije ten oosten van de rivier de Tisza.

## Geboren in Nyíregyháza
- Márton Fucsovics (1992), tennisser
- Mihály Káprály (1990), voetbalscheidsrechter
- Gyula Krúdy (1878-1933), schrijver en journalist
- Bernadett (Betty) Szabó (1989-2009), prostituee op de Amsterdamse Wallen

## Stedenbanden
De stad heeft verscheidene stedenbanden:
- St Albans (Verenigd Koninkrijk)
- Rzeszów (Polen)
- Iserlohn (Noordrijn-Westfalen, Duitsland)
- Kajaani (Finland)
- Oezjhorod (Oekraïne)
- Satu Mare (Roemenië)
- Prešov (Slowakije)
- Qiryat Motzkin (Israël)